# 日本の教育を考える10人委員会
日本の教育を考える10人委員会（にほんのきょういくをかんがえるじゅうにんいいんかい）は、義務教育への国の関与の在り方について研究者および教育関係者が検討する場として2004年に発足した組織である。義務教育の「機会均等」や充実を重要とし、各種調査や研究を基に、主として教育の「地域格差」や学校教育現場の環境整備に関する提言を毎年提出している。

## 構成委員（2007年度）
委員長：佐和隆光
委員：市川昭午、尾木直樹、小野田誓、片山善博、黒崎勲、斎藤貴男、佐藤学、樋口恵子、宮崎緑、藤田英典、渡邉光雄

## 提言
- 2004年度　義務教育の地域格差は国を滅ぼす！！
- 2005年度　義務教育は将来への投資！！
- 2006年度　義務教育は国民一人ひとりのライフラインであり、将来への投資である

## 出版物
- 『今、義務教育が危ない！－国民のライフラインを守ろう』 ぎょうせい 2007年